# Schildau

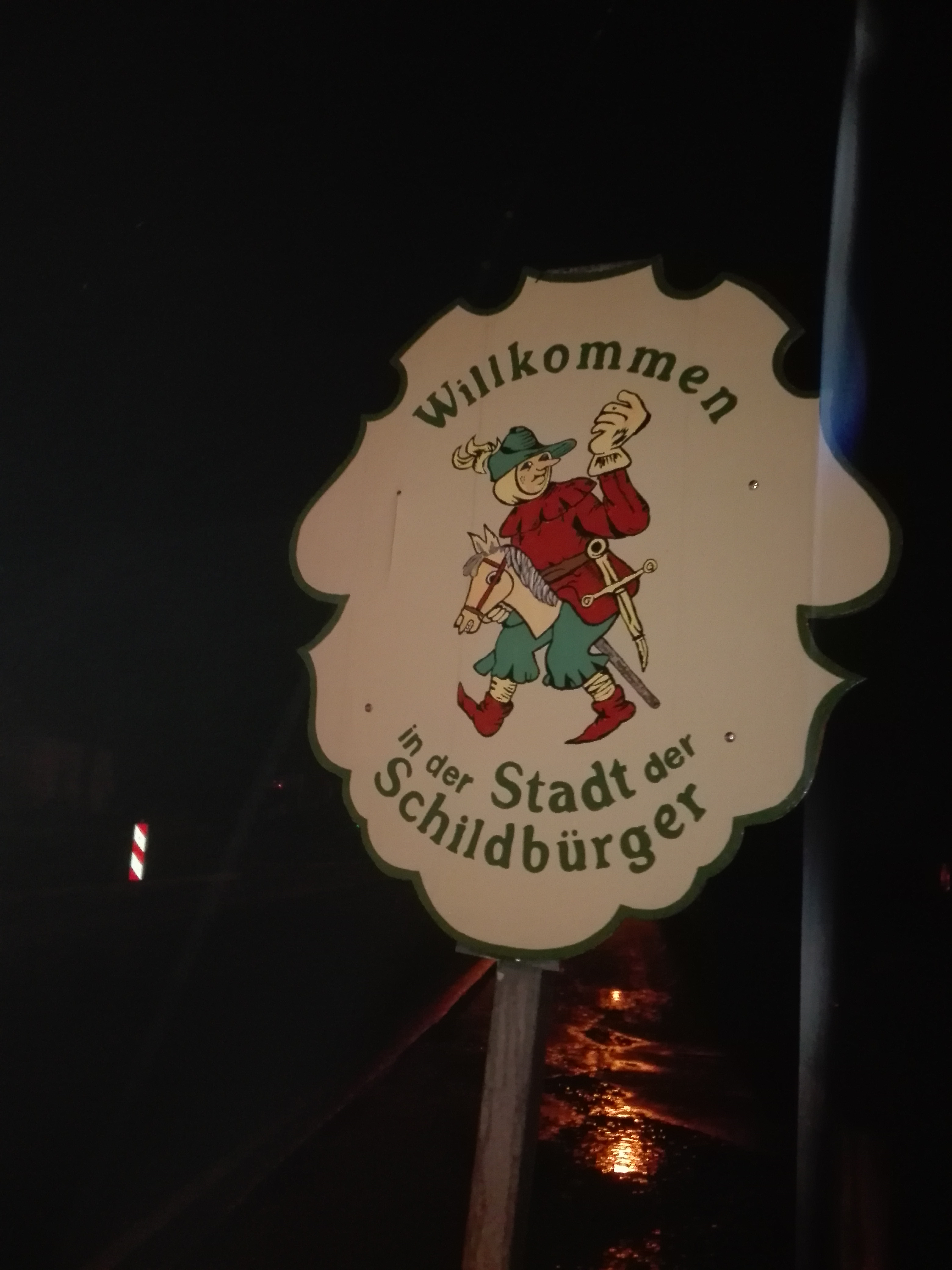
Humoristisches Ortseingangsschild

Schildau, eine ehemals selbstständige Stadt, ist seit dem 1. Januar 2013 ein Ortsteil der Stadt Belgern-Schildau im Landkreis Nordsachsen im Freistaat Sachsen. Der Ort ist als Gneisenaustadt (1952–2012) und neben Schilda als möglicher Herkunftsort der literarischen Schildbürger bekannt.

## Geographie und Verkehr
Schildau liegt südsüdwestlich von Torgau am Nordrand der Dahlener Heide und ist so fast vollständig von Wald umgeben. Die Nachbarstädte sind die Kreisstadt Torgau (13 km), Wurzen (19 km) und Dahlen (13 km). Die Bundesstraße 87 verläuft nördlich des Ortes. In Schildau endete die 1971 stillgelegte und abgebaute Bahnstrecke Mockrehna–Schildau. Große Flächen in der Umgebung sind Teil des Landschaftsschutzgebietes Dahlener Heide.

## Geschichte
Schildau wurde im Jahr 1170 erstmals urkundlich erwähnt. Einige steinzeitliche Funde beweisen, dass dieses Gebiet auch schon in vorgeschichtlicher Zeit besiedelt war. Auf alten Karten (z. B. von Johann George Schreiber um 1750) und Ansichten (z. B. von R. Stieler, ca. 1870) ist auch die Variante Schilda zu finden.
1760 wurde August Neidhardt von Gneisenau in Schildau geboren, der später nach der Niederlage Preußens gegen Napoleon Bonaparte an den Preußischen Reformen mitwirkte und zum Generalfeldmarschall aufstieg.
Von 1952 bis 2012 trug die Stadt den offiziellen Beinamen Gneisenaustadt. Zu Schildau gehörten seit dem 1. Januar 1994 die Orte Sitzenroda und Probsthain und seit dem 1. Januar 1999 die Orte Kobershain und Taura.
Schildau strebte zunächst einen Zusammenschluss mit Torgau an, nachdem andere Fusionsmöglichkeiten mit den Gemeinden Dahlen, Mockrehna und Belgern durch den Stadtrat bzw. Bürgermeister verworfen wurden. Schließlich kam zum 1. Januar 2013 doch die Fusion mit Belgern zustande. Vor der Auflösung hatte die Stadt Schildau die Ortsteile Schildau, Sitzenroda, Probsthain, Kobershain und Taura.

## Politik
→ siehe auch: Belgern-Schildau Politik
Bis zur Neugründung der Stadt Belgern-Schildau ergaben sich folgende Ergebnisse bei Bürgermeisterwahlen in der Stadt Schildau:

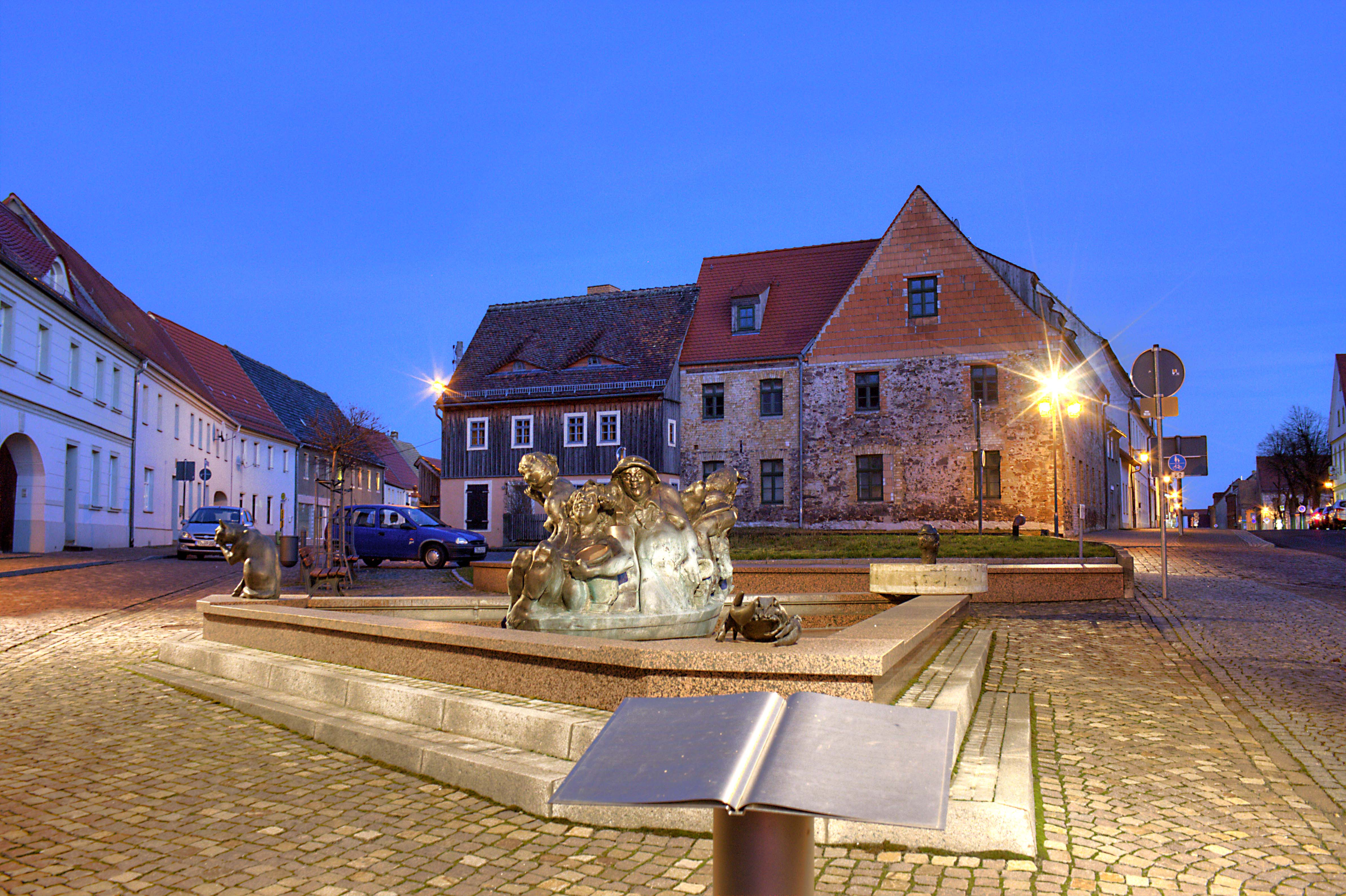
Schildbürgerbrunnen

| Wahl                               | Bürgermeister    | Vorschlag           | Wahlergebnis (in %) |
| ---------------------------------- | ---------------- | ------------------- | ------------------- |
| Auflösung (siehe Belgern-Schildau) |                  |                     |                     |
| 2008                               | Michael Jatzwauk | FWG                 | 60,0                |
| 2001                               | Matthias Böttger | FWG                 | 48,0                |
| 1994                               | Matthias Böttger | Böttger (parteilos) | 93,4                |

## Sehenswürdigkeiten
- Kirche St. Marien mit Maulbeerbaum von 1518, Station des Lutherwegs[7]
- Dahlener Heide mit dem Schildauer Berg (217,2 m ü. NHN)[8] und dem Aussichts- und Feuerwachturm Schildbergturm (1936 erbaut, 26 Meter hoch, mit einem Durchmesser von 5,1 Metern)[9]
- Wittes Steinbruch (Quarzporphyr)
- Heßlers Schlucht, ebenfalls ein Porphyrsteinbruch
- Napoleonstein (hier soll Napoleon bei seiner fluchtartigen Rückkehr vom missglückten Russlandfeldzug 1812 heimlich übernachtet haben)
- Gneisenaumuseum
- Museum der Schildbürger
- Schildbürgerbrunnen vom Torgauer Bildhauer Torsten Freche

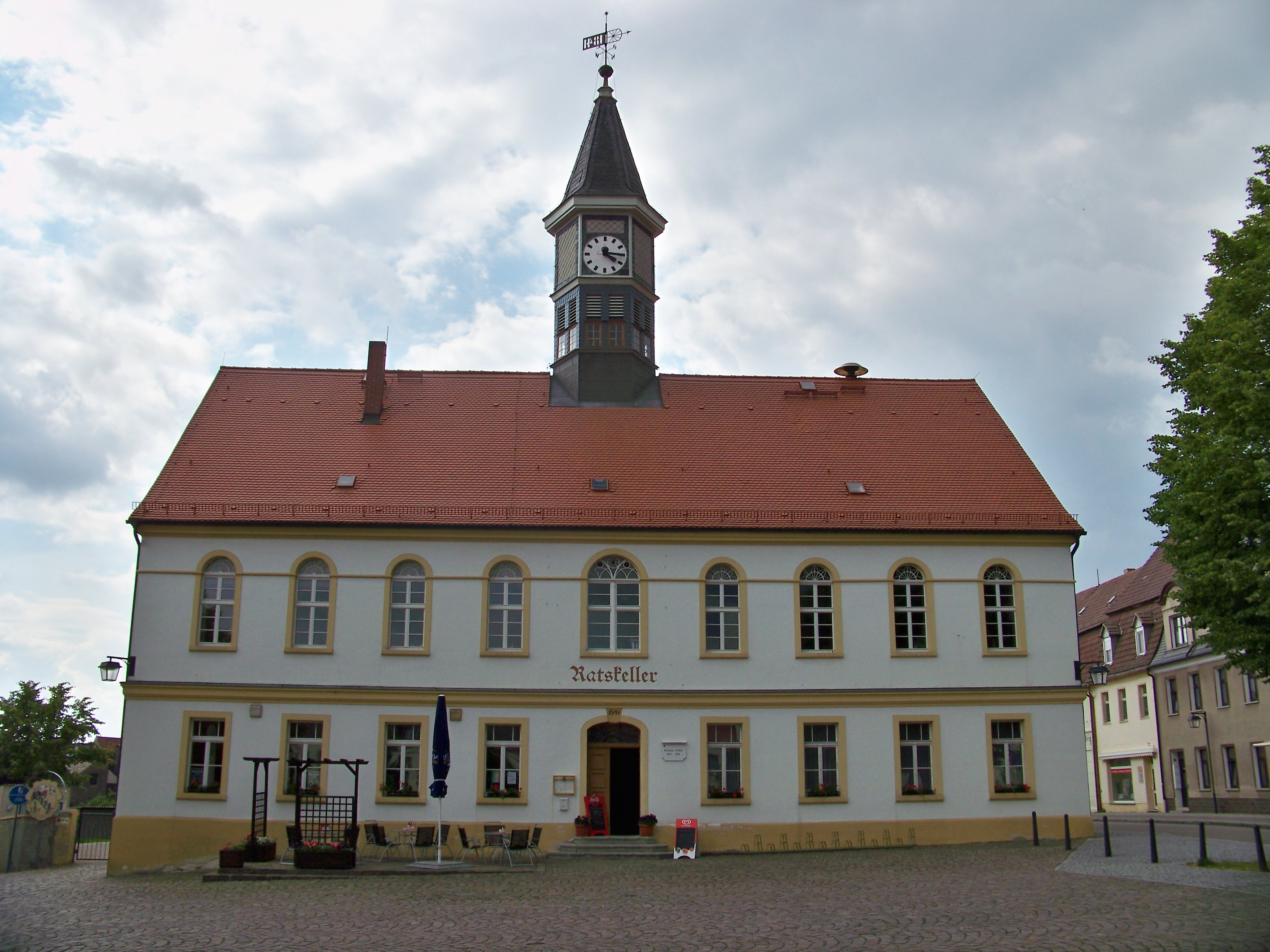
Rathaus
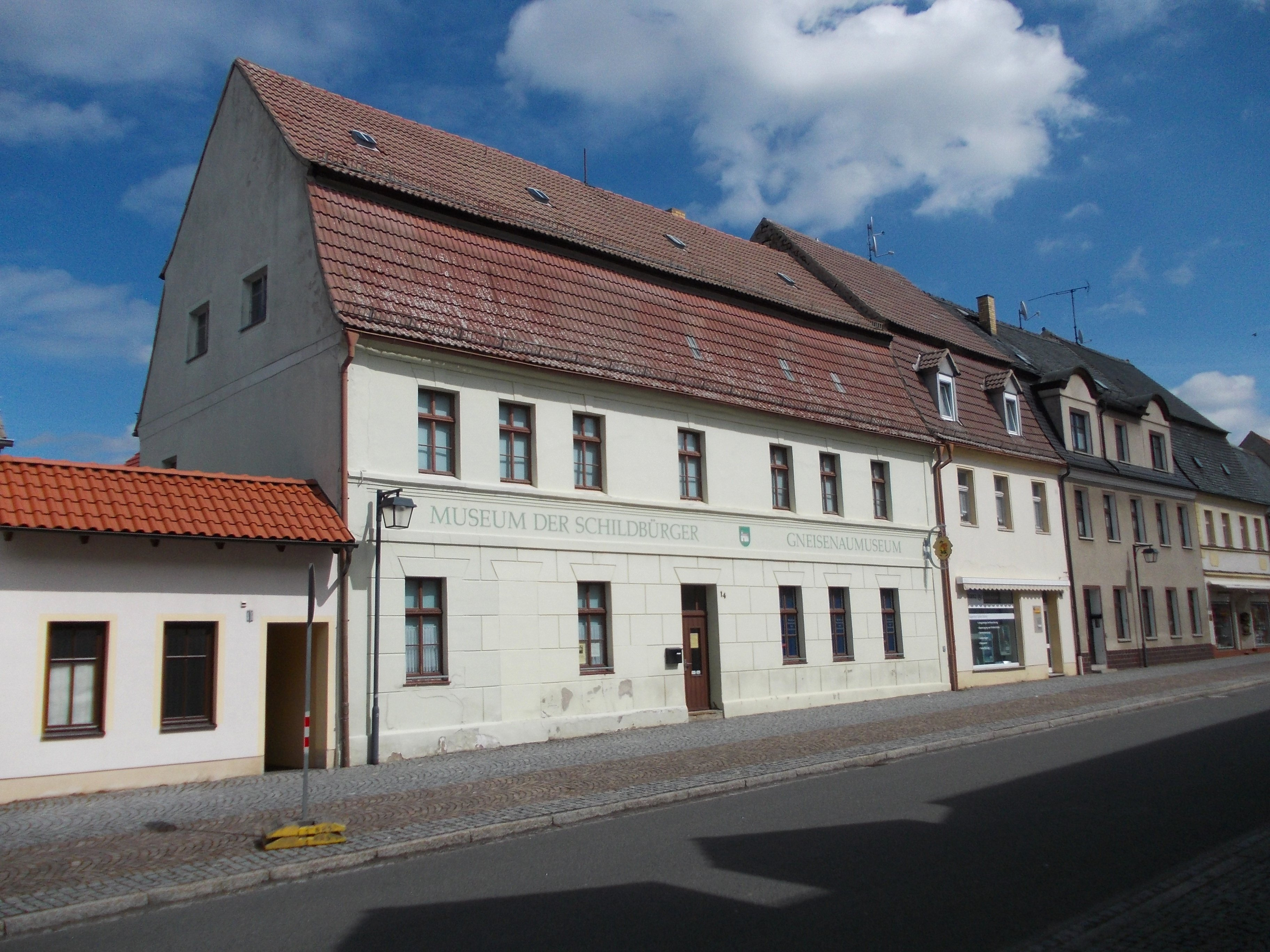
Museum
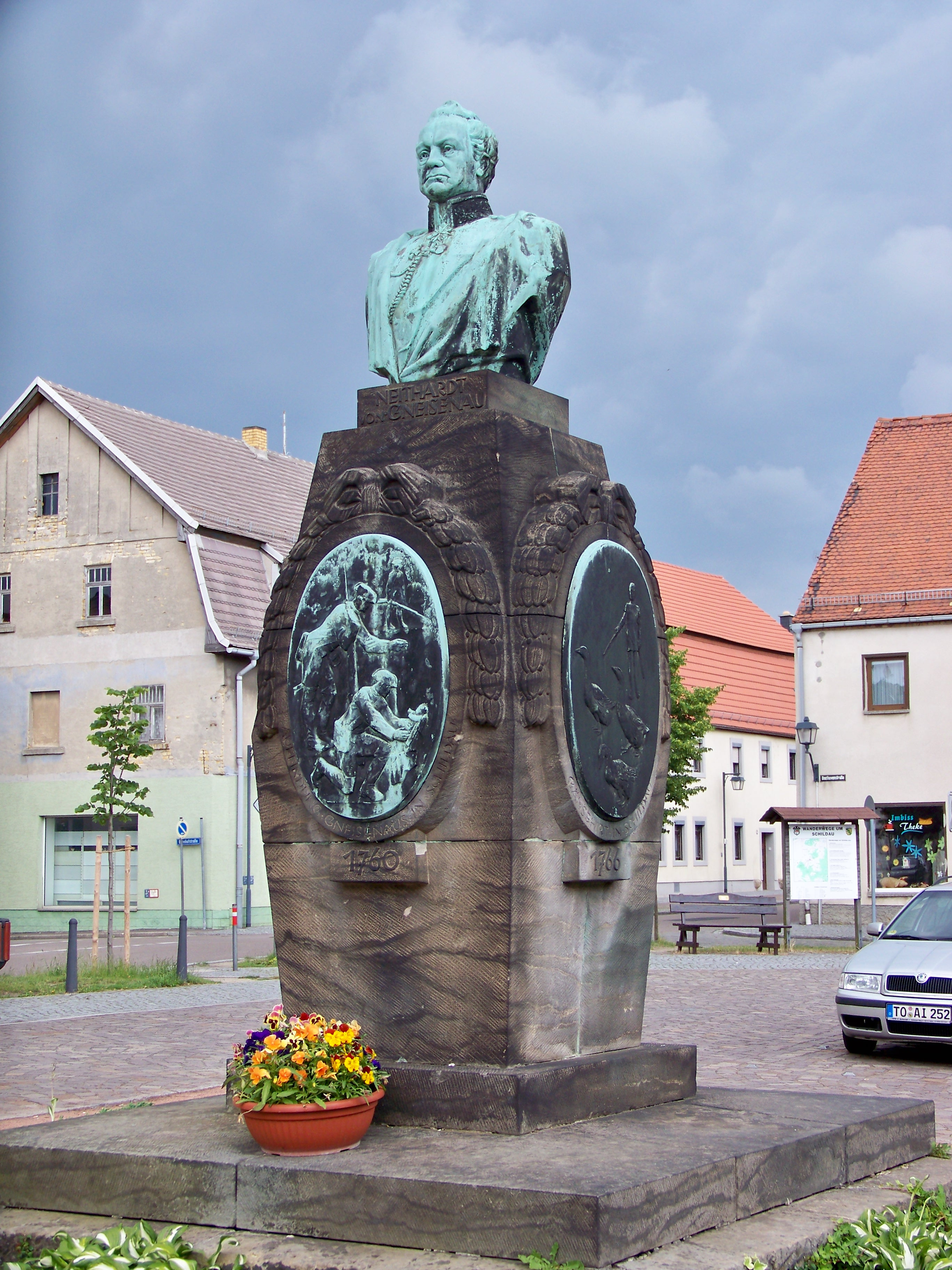
Gneisenaudenkmal
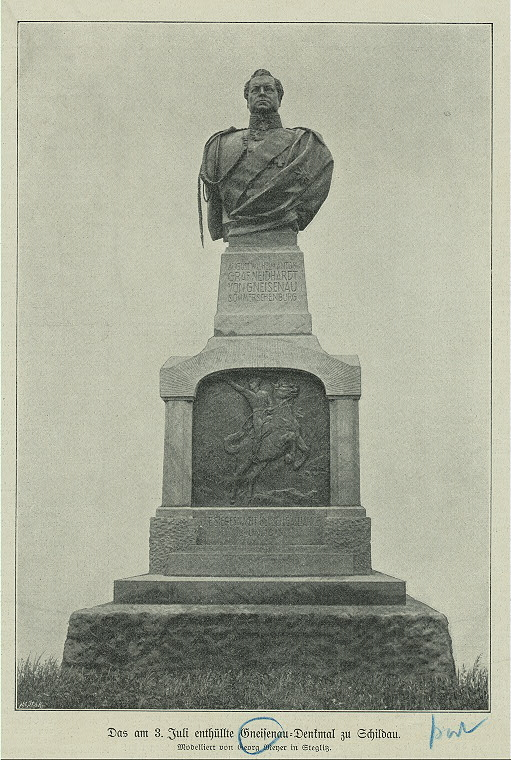
Gneisenau-Denkmal, von Georg Meyer-Steglitz
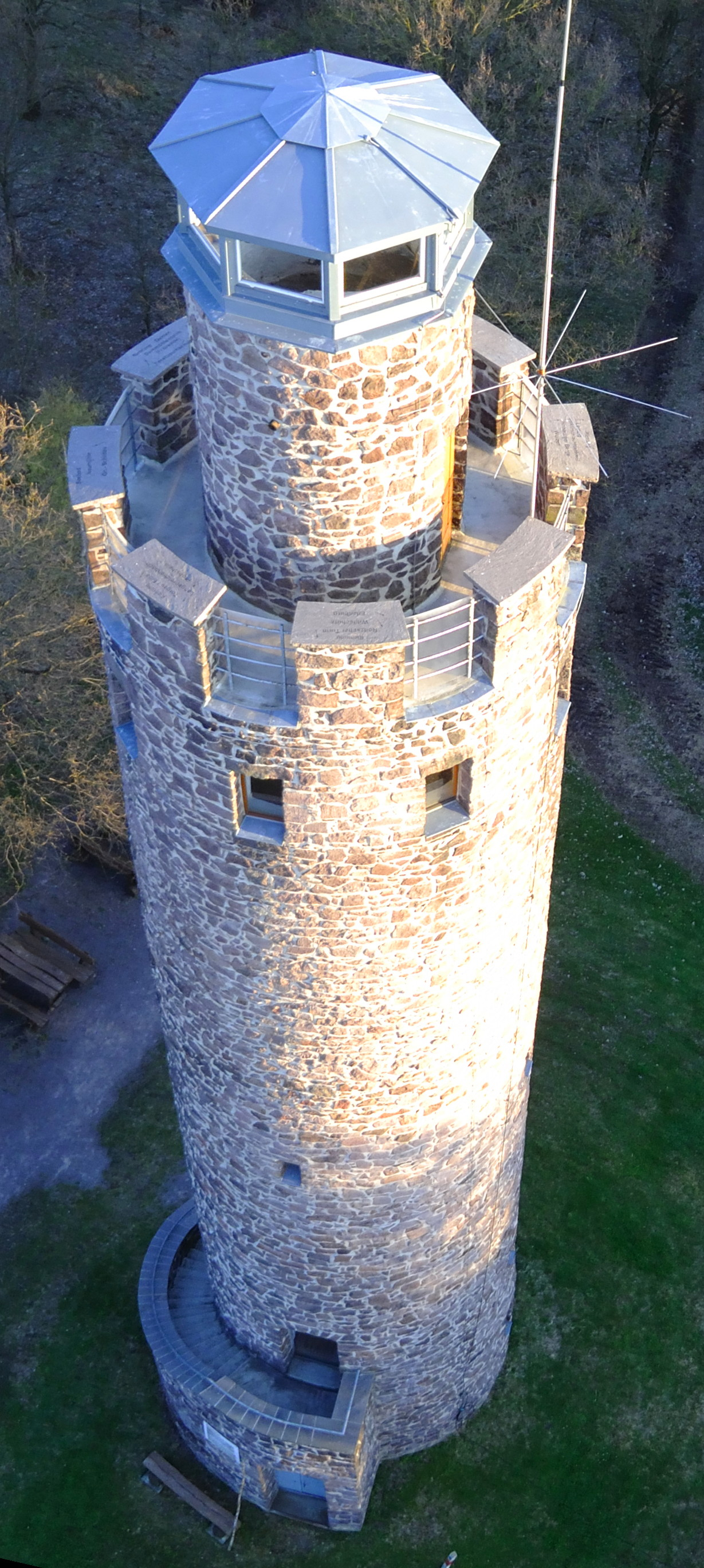
Schildbergturm
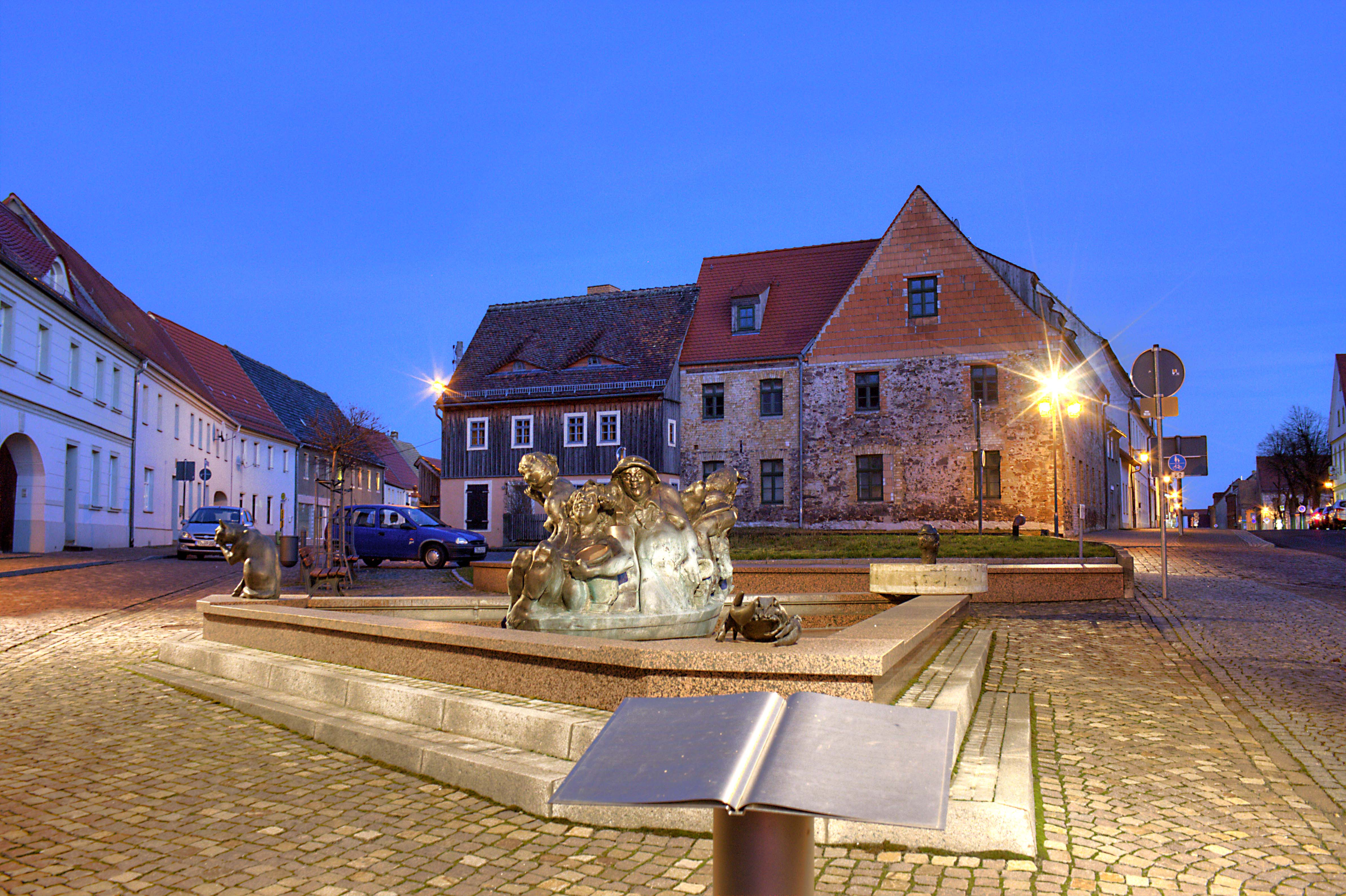
Schildbürgerbrunnen
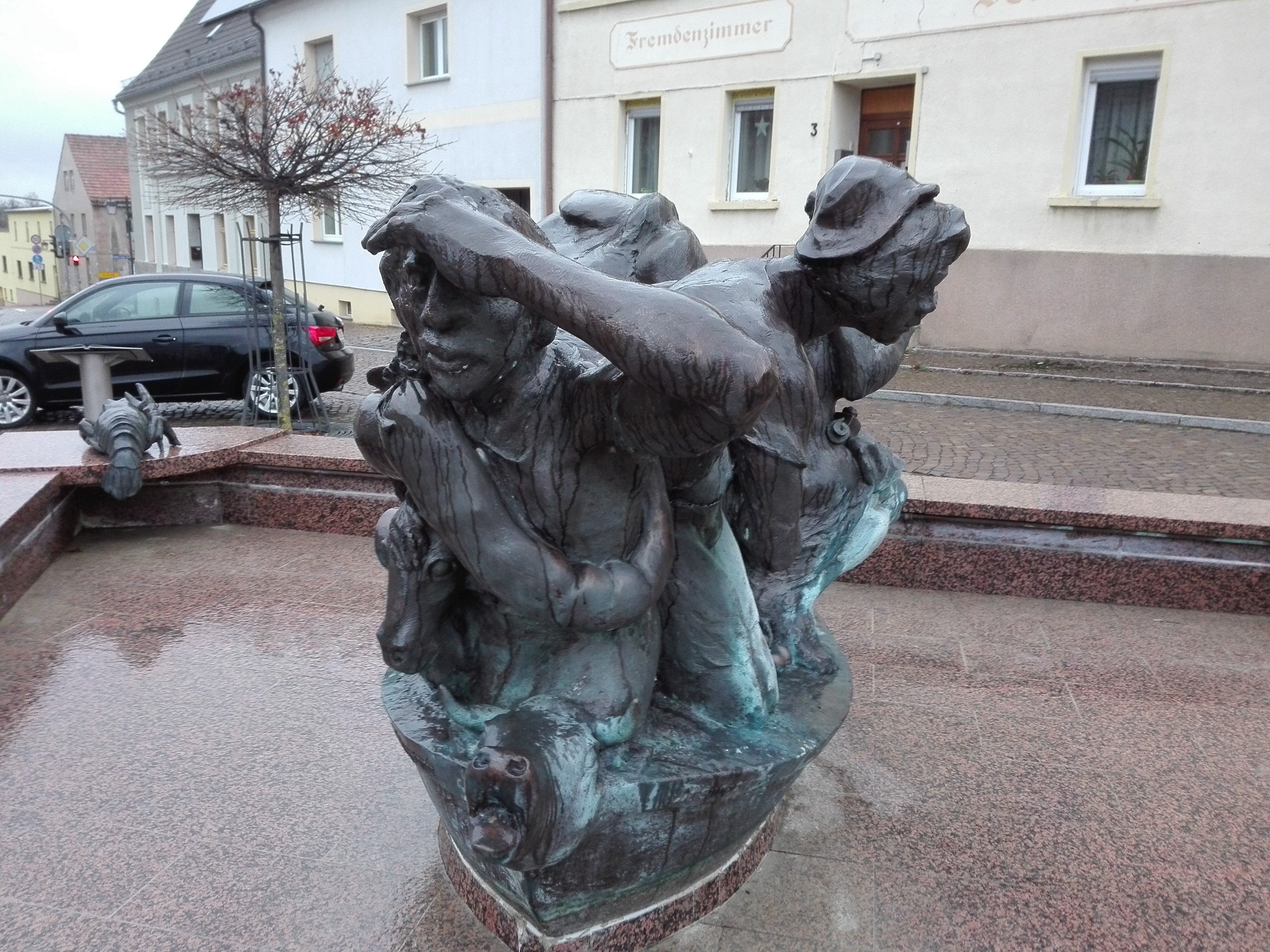
Schildbürgerbrunnen, Detail
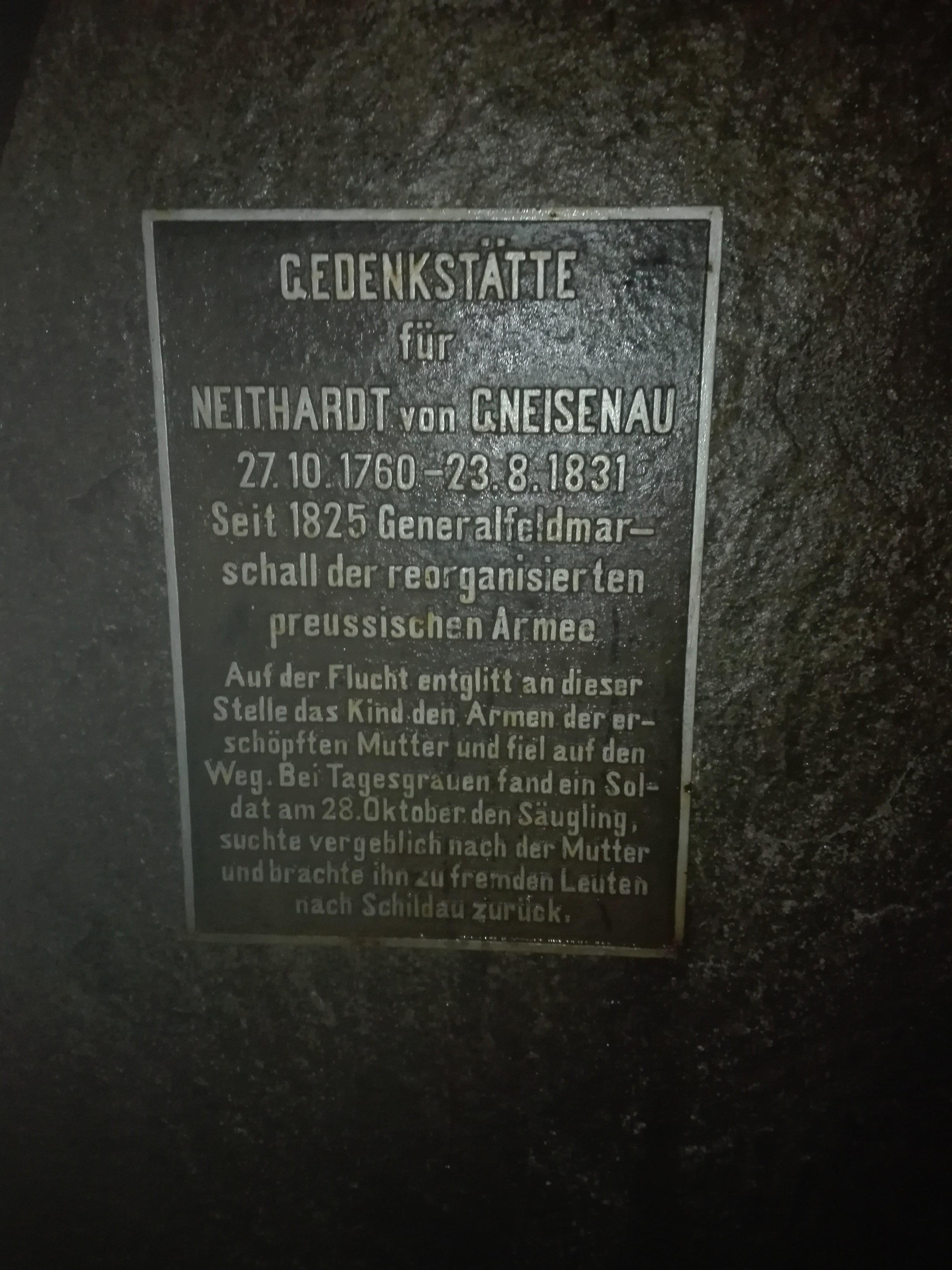
Gneisenau-Gedenkstätte

## Persönlichkeiten

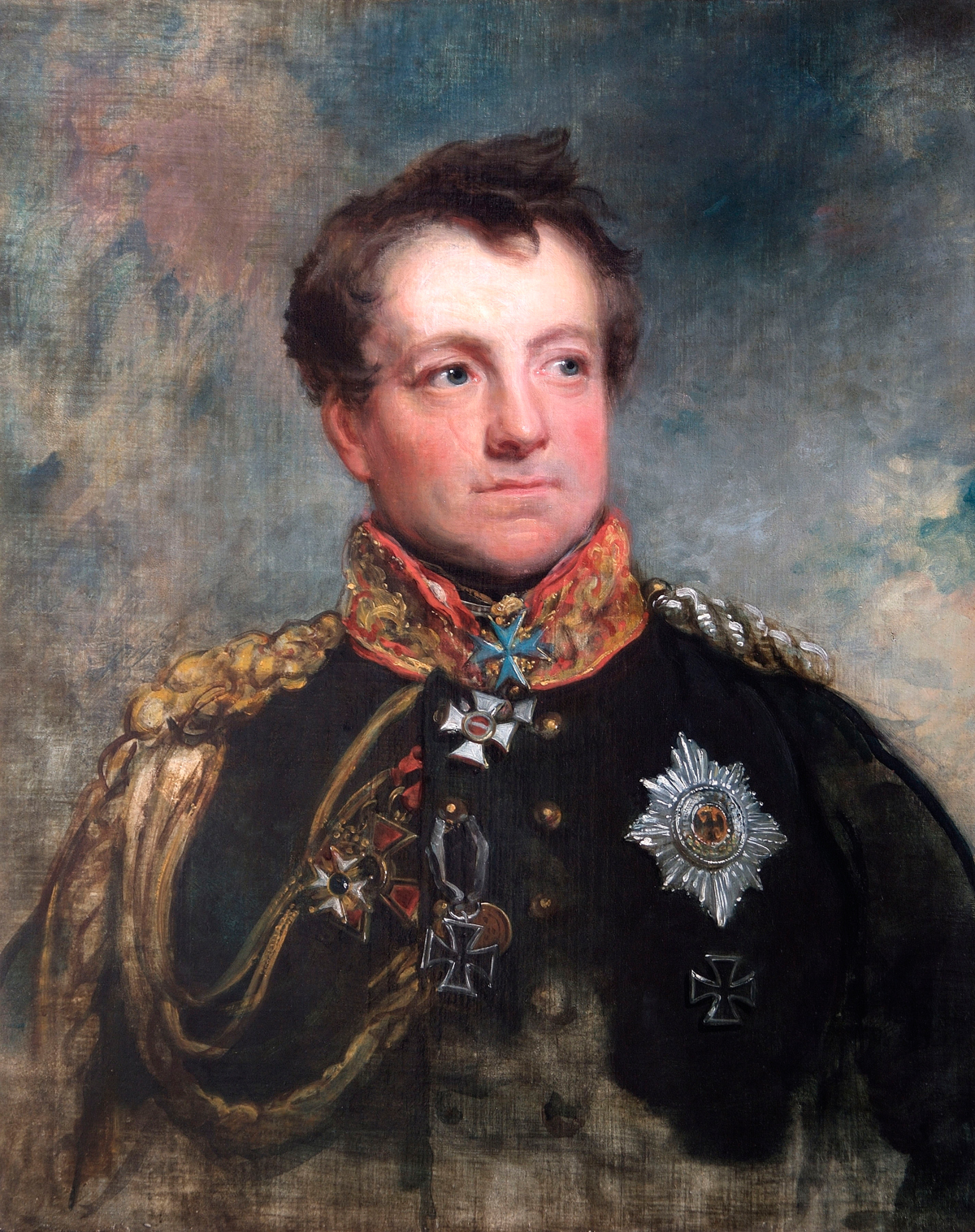
August Neidhardt von Gneisenau, 1818

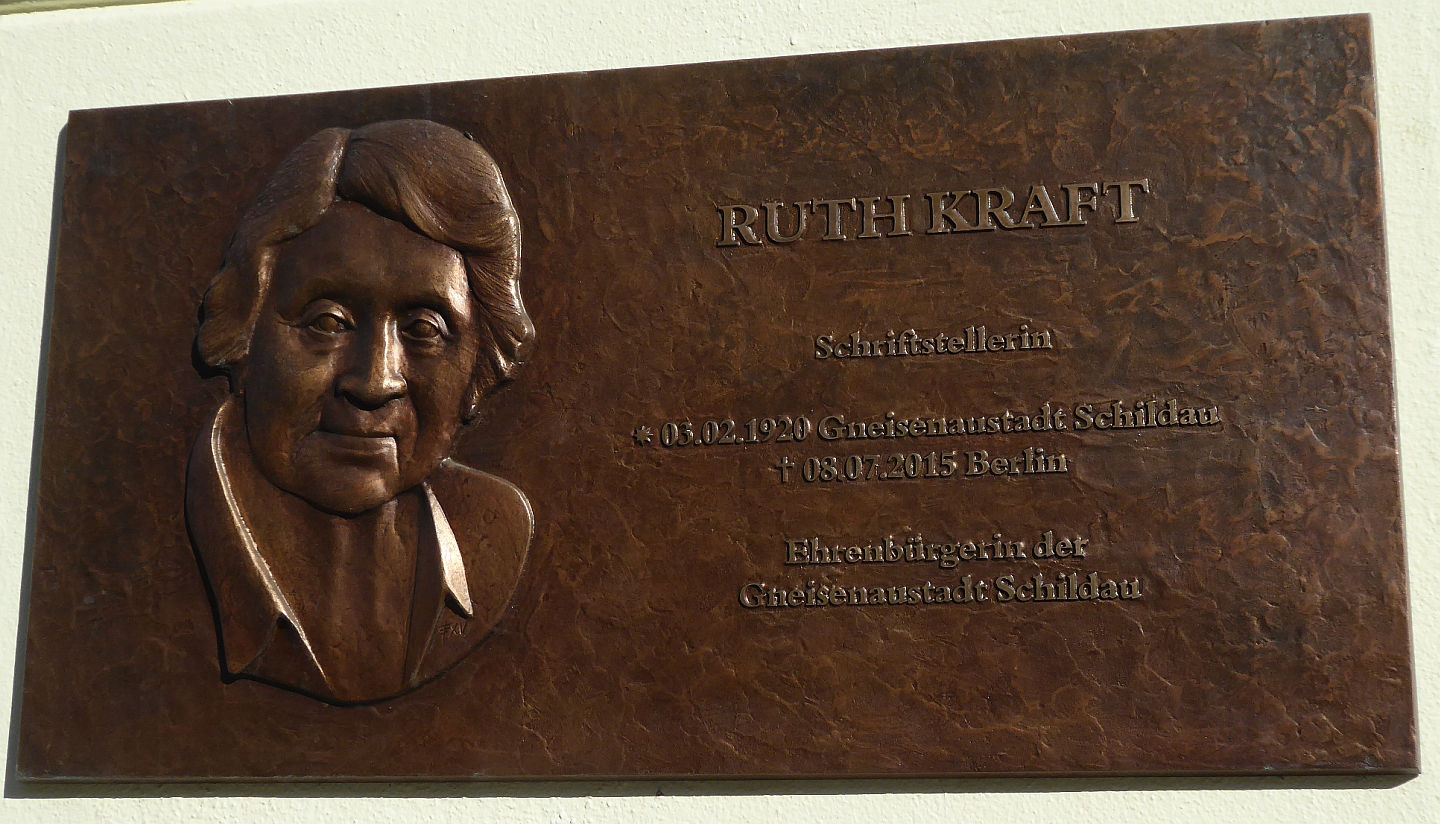
Erinnerungstafel an Ruth Kraft

Der bekannteste Sohn Schildaus ist August Graf Neidhardt von Gneisenau, preußischer Generalfeldmarschall und Heeresreformer (1760–1831).
Der Düsseldorfer Oberbürgermeister Adalbert Oehler (1911–1919) wurde 1860 in Schildau geboren.
Die Schriftstellerin Ruth Kraft (1920–2015) wurde in Schildau geboren und veröffentlichte 1953 das Werk „Das Schildbürgerbuch von 1598“, eine Neubearbeitung der Schildbürgerstreiche. Sie wurde zur Ehrenbürgerin ernannt.
- Friedrich Wilhelm Heun (1741–1812), kursächsischer Bergrat
- Friedrich Wilhelm Hauffe (1845–1915), Politiker (Deutschkonservative Partei), MdR, MdL (Königreich Sachsen)
- Lothar Bisky (1941–2013), Wohnort des Politikers (Die Linke) in dessen letzten Lebensjahren
- Inge Seiwert (1948–2006), Ethnologin, in Schildau geboren
- Lara Ochmann (1999-), WBF-International Champion, GBA und BDB Deutsche Meistrin WBF-Boxweltmeisterin im Super-Federgewicht